# BerLag

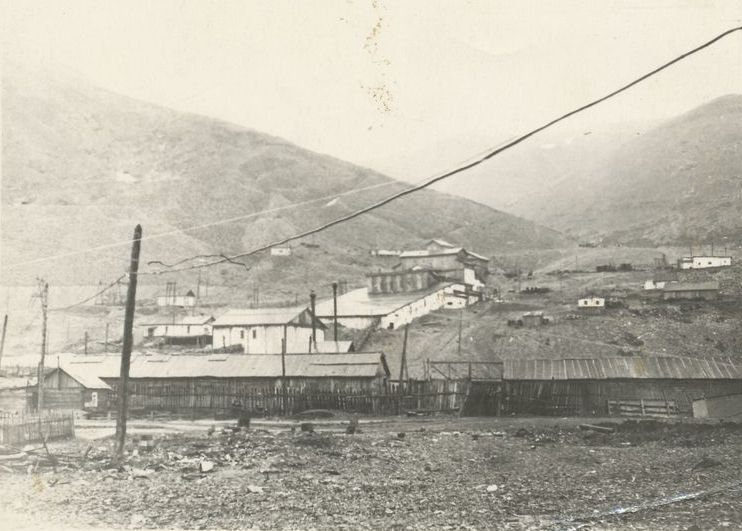
Bergbaukombinat Chenikandscha (Хениканджа, 1954), in dem BerLag-Häftlinge als Arbeitskräfte eingesetzt wurden

BerLag, errichtet 1948,  war ein Sonderlager des MWD für politische Gefangene. Diese Sonderlager mit verschärftem Regime waren in der Nachkriegszeit ab 1948 durch das Innenministerium MWD (ehem. NKWD) geschaffene spezielle Einrichtungen im allgemeinen Gulag-System in der Sowjetunion. Formell aufgelöst wurde das Lager 1954.

## Bezeichnung
BerLag, russisch Берлаг, trug ursprünglich die Bezeichnung Ossoblag Nr. 5, d. h. Sonderlager Nr. 5 (aus особый лагерь № 5, особлаг № 5). Die Abkürzung BerLag ist abgeleitet von Берегово́й ла́герь Beregowoi lager, d. h. Uferlager; diese Bezeichnungen für die ursprünglich nummerierten Sonderlager wurden erst später und meist zufällig vergeben, meist ohne irgendeinen Bezug zur Realität. Nach der Auflösung der Sonderlager 1953/1954 lautete der Name Берегово́й ИТЛ für Берегово́й исправительно-трудовой лагерь – Besserungsarbeitslager Uferlager. Der Telegraphen-Code Берегово́й (Adjektiv zu Ufer) wurde dem Lager am 10. Mai 1948 zugeteilt. Es kann angenommen werden, dass der Name des Lagers von diesem Code stammt.

## Geschichte
Das Lager BerLag wurde am 28. Februar 1948 aufgrund des Dekrets Nr. 00219 des Innenministeriums MWD vom 21. Februar 1948 errichtet. 1954 wurde das Sonderlager in ein Besserungsarbeitslager (ITL) umgewandelt und am 25. Juni 1954 an die Verwaltung der nordöstlichen Besserungsarbeitslager USWITL (Управление Северо-Восточных исправительно-трудовых лагерей – УСВИТЛ) übergeben und somit aufgelöst.
Mit dem Befehl des MWD Nr. 00469 vom 29. April 1948 wurde BerLag dem Dalstroi-Lagerkomplex unterstellt, der einerseits ein immens großes staatliches Industrieunternehmen war, andererseits eine tradierte Bezeichnung für die Bauhauptverwaltung für den Fernen Norden, bekannt auch als GUSDS (für Главное управление строительства Дальнего Севера – ГУСДС, transkribiert Glawnoje uprawlenije stroitelstwa Dalnewo Sewera). Während die Dalstroi-Hauptverwaltung GUSDS für operative Fragen und Entscheidungen im Bereich Arbeitskräftebeschaffung und deren Einsatz zuständig war, war die Hauptverwaltung GULAG zusätzlich für das Lagerregime, die Aufsicht und den militärischen Schutz der Lager zuständig (hier insbesondere die 86. Bewachungsdivision des MWD).
Diese Zuständigkeiten unterlagen jedoch einem laufenden Wechsel und überschnitten sich teilweise. Mit dem Befehl Nr. 00872 des MWD vom 20. September 1949 wurde der Lagersektor von GUSDS Dalstroi neu strukturiert: es wurde eine zentrale ITL-Verwaltung für die Dalstroi-Lager (Управление исправительно-трудовых лагерей Дальстроя) eingerichtet, der fortan die Verwaltungen der einzelnen Lager untergeordnet waren, unter anderem auch die Verwaltung des Sonderlagers BerLag.
Zum 1. Januar 1949 verfügte BerLag über 13 Lagerabteilungen, einen Lagerpunkt und ein zentrales Krankenhaus in der Nähe der Ansiedlung Cheta (Хета). Entsprechend einer Anweisung des MWD vom 8. Juli 1949 stieg die Anzahl der Lagerabteilungen auf 19 und es wurden insgesamt 26 Lagerpunkte errichtet.
BerLag mit seinen Außenstellen (Abteilungen, Lagerpunkten) befand sich im Kernland von Dalstroi am Oberlauf des Kolyma-Flusses im Nordosten Sibiriens (Region Chabarowsk), und zwar verteilt auf die fünf Bergbau-Verwaltungsgebiete des Dalstroi-Komplexes:
- Indigirsk-Bergbauverwaltung – 1 Lagerabteilung
- Bergbauverwaltung Nord – 4 Lagerabteilungen
- Bergbauverwaltung Süd-West – 5 Lagerabteilungen
- Bergbauverwaltung Tenka – 6 Lagerabteilungen
- Bergbauverwaltung West – 1 Lagerabteilung
- in Magadan direkt – 2 Lagerabteilungen

Die Hauptverwaltung befand sich in Magadan.

## Tätigkeit
Die Lagerhäftlinge wurden als Arbeitskräfte vor allem im Erzbergbau (unter Tage wie Tagebau) in den Betrieben der Bergbauverwaltung des Dalstroi des MWD sowie in den Hütten des Ministeriums für Hüttenindustrie eingesetzt. Auszugsweise im Einzelnen:
- Arbeitskräfte für die Jana-Bergbauverwaltung
- für Kombinate „Below“, „Butugytschag“, „Chenikandscha“, „Laso“ der Bergbauverwaltung Südwest, Kombinat „Aljaskitowy“ der Indigirka-Bergbauverwaltung sowie Kombinat Nr. 2 der Bergbauverwaltung Tenka
- Kobaltkombinat „Kanjon“ des Erzbergbaukombinats Werchni Seimtschan
- Erzbergwerke, Lagerstätten und Aufbereitungsanlagen „Dneprowski“ und „Tschapajew“ (Bergbauverwaltung Südwest), „Matrossow“ bzw. „Berija“ (Bergbauverwaltung Tenka), Lagerstätten „Gorki“ und „Tschelbanja“ (Bergbauverwaltung West),  „Spokoiny“ (Bergbauverwaltung Nord)
- Bau der Objekte D-2 der Verwaltung „EnergoStroi“ und der Objekte der Ersten Verwaltung des Dalstroi in Magadan
- Kombinat Utina mit den zugehörigen Goldlagerstätten „Cholodny“, „Kwarzewy“ und dem Abschnitt „Petrowitsch“
- Reparaturarbeiten, Holzgewinnung, Wohnungsbau (u. a. in Magadan)

und andere Tätigkeiten.

## Zuständige Verwaltungen
(Das Lager wurde am 29. April im Befehl des MWD Nr. 00469 vom 29. April 1948 zum ersten Mal erwähnt.)
- ab 29. April 1948 GUSDS (Hauptverwaltung Dalstroj)
- ab 26. August 1948 GULAG des MWD zusammen mit GUSDS (mit leicht unterschiedlichen Zuständigkeiten)
- ab 20. September 1949 zentrale ITL-Verwaltung des Dalstroi-Komplexes
- ab 28. März 1953 GTU des MWD (Gefängnishauptverwaltung)
- ab 8. Februar 1954 GULAG des MWD (bis zur Übergabe an USWITL am 25. Juni 1954)

## Insassenzahlen
- November 1948 – 4.277
- Dezember 1948 – 20.758
- 1. Januar 1949 – 15.378
- 1. Januar 1950 – 23.906
- 1. Januar 1951 – 28.716
- 1. Januar 1952 – 31.489
- 1. Januar 1953 – 24.431
- August 1954 – 20.508

Die planmäßige Belegung wird mit 30.000 – 32.000 angegeben.

## Bekannte Gefangene
- Peter Demant[6]
- Warlam Tichonowitsch Schalamow[7]
- Wassili Kusmitsch Sobolew[8]
- Nadeschda Witaljewna Surowzewa[9]